# Gondar
Gondar vagy Gonder (amhara nyelven: ጎንደር, átírva Gonder) város Etiópiában, Amhara szövetségi államban, egykori birodalmi főváros, Begender történelmi tartomány korábbi központja.

## Fekvése
Gondar a Kis-Angereb folyó mentén terül el, a Tana-tótól északra, délnyugatra a UNESCO Világörökség részét képező Simien-hegységtől. A város 2133 m tengerszint feletti magasságban fekszik.

## Története
A várost 1635 körül alapította Bazilidész király, akit a legenda szerint egy kafferbivaly vezetett a város helyére, ahol egy „öreg és tiszteletre méltó remete” tanácsolta neki, hogy ide építse kastélyát, a Fasil Ghebbit és Etiópia első állandó fővárosát. A király hét templomot is alapított, utódai pedig szintén erre a helyre építették palotáikat.
1668-ban  I. János király a város lakosainak vallási elkülönítését rendelte el, így alakult ki a később Addisz alemnek nevezett muzulmán városrész.
A 17. században a város népessége elérte a 60.000 főt, az ekkor épült épületek többsége a későbbi zavaros időszakok ellenére is fennmaradt.
Gondor 1855-ig volt főváros, ekkor II. Teodor császár Magadalába tette át a székhelyét. A várost a belharcokban 1864-ben és 1866-ban is kifosztották és felégették, majd 1887 júniusában a szudániak foglalták el, akik 1888 januárjában szinte minden templomot felgyújtottak.
1936-ban az olaszok foglalták el, akik Addisz-Abeba 1941-es elvesztése után utolsó erődített állásukat építették itt ki, és még 1943 nyarán is gerillaharcot folytattak az etiópok és a britek ellen.
Az etióp polgárháború idején az Etióp Demokratikus Unió csapatai harcoltak a városért a kormánycsapatokkal. A háború végén 1991 márciusában a Teodórosz-hadművelet keretében szabadította fel Gondart az Etióp Népi Forradalmi Demokratikus Front.

## Városrészek
Gondar hagyományosan négy városrészre osztható:
- Addis-Alem, az iszlám lakosság által lakott negyed,
- Kayla Meda, az etiópiai zsidó közösség („Beta Izrael" - Izrael Háza) egykori lakóhelye,
- Abun Bet, az Etióp Ortodox Egyház fejének, az abunának a lakóhelye,
- Qagn Bet, a nemesség egykori városrésze

## Népesség
Gondar népessége a 2007-es népszámlálási adatok alapján 206.987 fő, ebből 98.085 férfi (47,4%) és 108.902 nő (52,6%). 1994-ben a város lakossága 112.249 fő volt, vagyis 2007-ig átlagosan évi 4,8%-kal növekedett.
Az 1994-es adatok szerint a városban és annak tágabb környékén a népesség kb. 90%-a amhara nemzetiségű és nyelvű és 80-85% az Etióp Ortodox Egyház tagja.

## Látnivalók
Gondar Etiópia egyik legfontosabb turisztikai központja.
A Fasil Ghebbi (Királyi Körzet), ahonnan az etióp uralkodók több évszázadon át irányították az országot, 1979 óta a Világörökség részét képezi. Fontosabb épületei: Bazilidész kastélya, Józsua palotája, Dávid csarnoka, díszterem, istállók, Mentewab császárnő kastélya, kancellária, könyvtár és három templom.
A város közelében fekszik Bazilidész fürdője, a Mentewab által építtetett Ras Mikael Sehul palotája és a Debre Berhan Szelasszié templom.
A belváros az 1930-as évek olasz hatásait mutatja.
A városban van repülőtér, és itt van Etiópia legnagyobb orvosi karával rendelkező egyeteme.

## Testvérvárosok
- Corvallis, Oregon
- Risón Lecijón, Izrael

## Fordítás
- Ez a szócikk részben vagy egészben  a   Gondar című angol Wikipédia-szócikk fordításán alapul.  Az eredeti cikk szerkesztőit annak laptörténete sorolja fel. Ez a jelzés csupán a megfogalmazás eredetét és a szerzői jogokat jelzi, nem szolgál a cikkben szereplő információk forrásmegjelöléseként.